# Casper (Film)
Casper ist eine US-amerikanische Fantasykomödie aus dem Jahr 1995 von den Regisseuren Brad Silberling und Phil Nibbelink nach einem Drehbuch von Deanna Oliver und Sherri Stoner. Der Film basiert auf der Zeichentrick- und Comic-Figur Casper und startete am 20. Juli 1995 in den deutschen Kinos.

## Handlung
Kathleen „Kat“ Harvey, Tochter des „Spuktherapeuten“ Dr. James Harvey, stößt in einer alten Villa, die ihr Vater von der raffgierigen Eigentümerin Carrigan Crittenden überantwortet bekommen hat, auf das ebenso liebenswürdige wie einsame Gespenst Casper. Casper, der sich nach nichts mehr als Freundschaft sehnt, hat mit der Kontaktaufnahme zu den neuen, sterblichen Hausbewohnern so seine Schwierigkeiten. Seine Verwandten, das Geistertrio Onkel Stretch, Stinkie und Fatso, halten von der Idee, sich mit den „Neuen“ anzufreunden, gar nichts. Daher versuchen sie auch alles Geistermögliche, diese schnellstmöglich wieder aus dem Haus zu vertreiben.
Bald finden Casper und Kat jedoch heraus, warum Ms. Crittenden und ihr Lakai Dibbs wirklich hier sind: Sie suchen einen verborgenen Schatz in dem Haus und wollen, dass Dr. Harvey die Geister für sie vertreibt. Währenddessen findet Kat Caspers altes Kinderzimmer mit seinen Spielsachen. Nachdem dieser seine Spielsachen wiedererkannt hat, erinnert er sich wieder an etliche Details aus seiner Kindheit. So war sein Vater Erfinder, der, nachdem Casper beim Schlittenfahren so schwer erkrankte, dass er daran starb, die Lazarus-Maschine baute, um damit Geister – insbesondere seinen verstorbenen Sohn – wieder lebendig zu machen.
Casper bringt Kat schließlich in das Labor seines Vaters. Crittenden und Dibbs folgen ihnen und stehlen die entscheidende Zutat für die Wiedergeburt. Sie fassen den Plan, dass einer von ihnen stirbt, dann als Geist den Schatz aus dem Tresor holt, um anschließend wieder lebendig zu werden. Sie geraten jedoch in Streit, wobei Crittenden mit allen Mitteln versucht, Dibbs zu töten. Schließlich stürzt sie selbst in einen Abgrund, aus dem sie als Geist wiederkehrt und den Schatz raubt. Casper und Kat weisen sie dann jedoch darauf hin, dass sie, da sie ein Geist geworden ist, offenbar noch unerledigte Geschäfte auf Erden haben müsse. Sie dementiert dies vehement – und fährt, ehe sie sich versieht, ins Jenseits.
Derweil ist Dr. Harvey durch einen Unfall selbst zum Geist geworden, weshalb Casper ihm den Vortritt in die Lazarus-Maschine überlässt. Kurz darauf tritt Kats Mutter auf den Plan – sie ist längst kein Geist mehr, sondern anscheinend ein Engel. Für seine guten Taten gewährt sie Casper, für einen Abend wieder ein lebendiger Mensch zu sein, um Kat auf ihrer Halloween-Party zu begleiten. Der gut aussehende Junge ist der Star auf der Party, aber gerade als er und Kat sich auf der Tanzfläche küssen, wird er wieder zum Geist und sorgt für Panik unter den Gästen – zur großen Freude und Befriedigung seiner Onkel.

## Hintergrund
Casper ist die Verfilmung der in den USA sehr populären Comics und Cartoons gleichen Namens, die in Deutschland vor allem unter dem Namen Casimir & Co. (oder Casimir, der (freundliche) Geist) bekannt sind. In der deutschen Fassung der Verfilmung wurde aber der englische Name „Casper“ beibehalten und nicht mehr in „Casimir“ geändert. Nach Veröffentlichung des Films wurden auch die alten Cartoons nachträglich auf „Casper“ geändert und mit dem neuen Titel Casper, der freundliche Geist versehen. Auch die an den Film angelehnte neue Cartoonserie von 1995 trägt im Deutschen den Namen Casper.
Die Hintergrundgeschichte der Charaktere wurde großteils für den Film neu hinzuerfunden. In der englischen Sprache stellt der Begriff „Fatso“, was der Name einer der Onkel des gemeinen Geister-Trios ist, eine grobe Beleidigung für übergewichtige Menschen dar.
Die Maschine, die Geister wieder lebendig macht, wurde nach Lazarus benannt, einem Mann, der im Neuen Testament von Jesus wieder zum Leben erweckt wurde. Außerdem ist die Schaltfläche, die das Versteck von Lazarus aktiviert, in einer falschen Kopie von Frankenstein versteckt, in der es auch um einen Wissenschaftler geht, der versucht, Tote wieder zum Leben zu erwecken.
Als das Geisteronkeltrio die Küche durch die Decke betritt, summen sie Richard Wagners Walkürenritt, dabei rotieren ihre Unterteile und erzeugen dabei die Geräusche von Helikoptern, dies ist eine Parodie auf die bekannte Hubschrauberangriffsszene aus Francis Ford Coppolas „Apocalypse Now“. Dabei verwendet Geister-Onkel Stretch den Spruch „Ich liebe den Geruch von Fleischlichem am Morgen“, was ein abgewandeltes berühmtes Zitat aus dem Vietnamkriegsfilm Apocalypse Now ist und im Original „Ich liebe den Geruch von Napalm am Morgen“ lautet. In der Szene, in der sich Casper in Super-Casper mit rotem Cape verwandelt und mit Kat Harvey durch die offene Balkontür zum Leuchtturm fliegt, sagt Casper den Satz „Hasta La Vista, Baby!“, was ein berühmtes Zitat aus dem Actionfilm Terminator 2 – Tag der Abrechnung von 1991 ist. In der deutschen Synchronisation spricht an dieser Stelle sogar Synchronsprecher Thomas Danneberg, die Stimme von Arnold Schwarzenegger beziehungsweise des Terminators T-800 in besagtem Film, kurzzeitig die Rolle des Casper.
Anders als im Film wird Caspers Tod in den Comics nicht näher erläutert; es scheint eher, als bestünde seine ganze Familie aus Geistern und er sei schon so zur Welt gekommen. In den Comics heißen seine Onkel Fatso, Fusso und Lazo.

## Synchronisation
Casper wurde von der Berliner Synchron GmbH Wenzel Lüdecke unter der Dialogregie von Michael Nowka synchronisiert.
| Schauspieler/Originalsprecher | Rolle                 | Synchronsprecher         |
| ----------------------------- | --------------------- | ------------------------ |
| Bill Pullman                  | Dr. James Harvey      | Detlef Bierstedt         |
| Christina Ricci               | Kat Harvey            | Kathrin Neusser          |
| Cathy Moriarty                | Carrigan Crittenden   | Kerstin Sanders-Dornseif |
| Eric Idle                     | Paul „Dibbs“ Plutzker | Arne Elsholtz            |
| Malachi Pearson               | Casper                | Julius Jellinek          |
| Joe Nipote                    | Stretch               | Michael Walke            |
| Joe Alaskey                   | Stinkie               | Georg Tryphon            |
| Brad Garrett                  | Fatso                 | Helmut Krauss            |
| Dan Aykroyd                   | Dr. Raymond Stantz    | Thomas Danneberg         |
| Jessica Wesson                | Amber Whitmire        | Ranja Bonalana           |
| Amy Brenneman                 | Amelia Harvey         | Susanna Bonasewicz       |
| Devon Sawa                    | Casper McFadden       | Florian Schmidt-Foß      |
| Clint Eastwood                | Clint Eastwood        | Klaus Kindler            |
| Wesley Thompson               | Mr. Curtis            | Wolfgang Kühne           |

## Gastauftritte
- In einer Szene früh im Film, als die Filmantagonisten Ms. Crittenden und Dibbs versuchen das Geistertrio aus der Villa zu vertreiben, hat Dan Aykroyd eine Gastauftritt in seiner Rolle als Dr. Raymond Stantz aus Ghostbusters – Die Geisterjäger, in voller Geisterjägeruniform, mit den Namensschild „Stantz“ gut lesbar, einschließlich Protonen-Pack. Er flüchtet aus der Villa und sagt zu den beiden: „Wissen Sie wen Sie rufen sollten? Jemand anderes.“[2]
- Zu den Formen, die Dr. Harvey annimmt, als die Geister Besitz von ihm ergreifen, gehören Clint Eastwood, Rodney Dangerfield, Mel Gibson und der „Crypt-Keeper“ aus der Serie Geschichten aus der Gruft.[3][4]

## Trivia
Ein am 27. Februar 2016 vor Necker Island (Hawaii) von Wissenschaftlern der US-Behörde für Wetter und Ozeanografie (NOAA) unter M. Vecchione in 4000 Meter Tiefe gefundener unpigmentierter Krake wurde wegen seines gespensterhaften Aussehens nach der Filmfigur Casper benannt, da zunächst noch keine wissenschaftliche Namensgebung erfolgen konnte.
In dem Horrorfilm Insidious: Chapter 3 – Jede Geschichte hat einen Anfang von 2015 trägt der Geisterjäger Specs, verkörpert von Leigh Whannell, eine dunkle Sportjacke mit dem Filmlogo von Casper.

## Kritiken
„Dass ,Casper‘ nicht nur im technischen Bereich makellose Unterhaltung bietet, dafür steht Steven Spielberg mit seinem guten Namen als ausführender Produzent: Der zuckersüße Grundton des Films trägt deutlich die Amblin-Family-Entertainment-Handschrift, auch wenn mit der Thematik von Tod und Wiederauferstehung teilweise etwas zu leichtfertig umgegangen wird. Etliche Verulkungen anderer Filme sorgen für zusätzlichen Spaß in diesem sympathischen Komödienleichtgewicht, das auch die Cameos von Hollywood-Größen wie Clint Eastwood, Rodney Dangerfield und Dan Aykroyd auf seiner Habenseite verbuchen kann. Die ausgewogene Mischung aus Komik und Sentimentalität des perfekt realisierten Spukspaßes wird einem umfangreichen Publikum eine wohlige Gänsehaut bescheren.“

„Witziges und warmherziges Geistermärchen für die ganze Familie. Der Film überzeugt sowohl durch seine Hauptdarsteller, als auch durch die Spezialeffekte. Selbst das etwas kitschige Hollywood-Ende ist hier passend und macht das Ganze zu einer runden Sache.“

## Auszeichnungen
- Goldene Leinwand
- Saturn Award für die Beste Jungdarstellerin (Christina Ricci)
- Young Artist Award für den Besten Jungdarsteller/Voiceover (Malachi Pearson)

## Fortsetzungen
Casper folgten drei Direct-to-Video-Produktionen, die lose auf dem ersten Film basieren, jedoch oft Handlungsaspekte aufweisen, die denen im ersten Film widersprechen, hauptsächlich was die Ursprünge der Charaktere angeht.
- 1997: Casper – Wie alles begann (Casper: A Spirited Beginning)
- 1998: Casper trifft Wendy (Casper Meets Wendy)
- 2000: Casper – Verzauberte Weihnachten (Casper’s Haunted Christmas)
- 2006: Caspers Gruselschule (Casper’s Scare School)